# Mesa del Durazno
Mesa del Durazno är en ort i Mexiko.   Den ligger i kommunen Guadalupe y Calvo och delstaten Chihuahua, i den västra delen av landet, 1 100 km nordväst om huvudstaden Mexico City. Mesa del Durazno ligger 1 916 meter över havet och antalet invånare är 296.
Terrängen runt Mesa del Durazno är bergig, och sluttar västerut. Runt Mesa del Durazno är det mycket glesbefolkat, med 6 invånare per kvadratkilometer. Mesa del Durazno är det största samhället i trakten. I omgivningarna runt Mesa del Durazno växer huvudsakligen savannskog.